# Coleophora albifuscella
Coleophora albifuscella é uma espécie de mariposa do gênero Coleophora pertencente à família Coleophoridae.